# San Juan Open 1981
Il San Juan Open 1981 è stato un torneo di tennis giocato sul cemento. È stata la 2ª edizione del torneo che fa parte del Volvo Grand Prix 1981. Si è giocato a San Juan in Porto Rico dal 19 al 25 gennaio 1981.

## Campioni

### Singolare maschile
Eliot Teltscher ha battuto in finale  Tim Gullikson con il punteggio di 6–4, 6–2

### Doppio maschile
Tim Mayotte /  Chris Mayotte hanno battuto in finale  Tim Gullikson /  Eliot Teltscher con il punteggio di 6–4, 7–6